# 大叶球花豆
大叶球花豆（学名：Parkia leiophylla）为豆科球花豆属下的一个种。